# Marysin (powiat siedlecki)
Marysin – wieś w Polsce położona w województwie mazowieckim, w powiecie siedleckim, w gminie Kotuń. Ma status sołectwa.
Wierni Kościoła rzymskokatolickiego należą do parafii Świętej Trójcy w Żeliszewie Podkościelnym.
W latach 1975–1998 miejscowość należała administracyjnie do województwa siedleckiego.
Wieś jest sołectwem w gminie Kotuń. Według Narodowego Spisu Powszechnego z roku 2011 wieś liczyła 122 mieszkańców.